# تشارلز أوبري إيتون
تشارلز أوبري إيتون (بالإنجليزية: Charles Aubrey Eaton)‏ هو قس وسياسي أمريكي وكندي، ولد في 29 مارس 1868 ببوغواش في كندا، وتوفي في 23 يناير 1953 بواشنطن العاصمة في الولايات المتحدة. حزبياً، نشط في الحزب الجمهوري. انتخب عضو مجلس النواب الأمريكي.

## روابط خارجية
- تشارلز أوبري إيتون على موقع مونزينجر (الألمانية)